# Lillträsket (Malå socken, Lappland)
Lillträsket är en sjö i Malå kommun i Lappland och ingår i Skellefteälvens huvudavrinningsområde. Sjön har en area på 0,381 kvadratkilometer och ligger 364,8 meter över havet. Sjön avvattnas av vattendraget Dammtjärnbäcken.

## Delavrinningsområde
Lillträsket ingår i det delavrinningsområde (724344-164973) som SMHI kallar för Mynnar i Mensträskbäcken. Medelhöjden är 385 meter över havet och ytan är 14,89 kvadratkilometer. Det finns inga avrinningsområden uppströms utan avrinningsområdet är högsta punkten. Dammtjärnbäcken som avvattnar avrinningsområdet har biflödesordning 4, vilket innebär att vattnet flödar genom totalt 4 vattendrag innan det når havet efter 136 kilometer. Avrinningsområdet består mestadels av skog (75 procent) och sankmarker (15 procent). Avrinningsområdet har 0,38 kvadratkilometer vattenytor vilket ger det en sjöprocent på 2,5 procent.